# Beポンキッキ
『Beポンキッキ』（ビーポンキッキ）は、BSフジにて、2008年4月7日から2011年4月22日まで放送されていた子供向け番組。正式タイトルは『Super Kids Zone Beポンキッキ』。通称は『Beポン』。

## 概要
2007年3月に終了した地上波フジテレビ系『ポンキッキ』の後継番組として制作の意図等を考慮した結果、子会社のBSフジ（2008年10月以降は兄弟会社）に放送移行し、ポンキッキシリーズ第3世代版として放送開始。『ポンキッキーズ21』以降の放送で使われなくなっていた、『Super Kids Zone』の副題が復活した。
スタジオセットはツリーハウス（森の図書館）がモチーフとなっている。番組内ではビートルズの曲が多用されており、オープニング曲には、『ポンキッキーズ21』でも使われていた「All You Need Is Love」が使用された他、「Let it Be」を使ったラインダンスが制作された。
『ひらけ!ポンキッキ』時代から放送されていた『きかんしゃトーマス』は、フジテレビKIDSが2007年を以て版権元に放送権を返上したため、当番組では放映されていない。
教育コンテンツの一環として論語に関するコーナーをふんだんに取り入れ、子供向けの『論語リーダー塾』も開いている。また、創作絵本を募集する『Be絵本大賞』が開かれ、入賞作品は出版および番組内などで紹介されている。
2011年4月25日より『beポンキッキーズ』にリニューアルした。

## 内容の変遷

### 2008年度
ダンテ・カーヴァー、マイク眞木のほか、飛行機のかぶり物をつけた「ヒコーキさん」に扮した大塚ムネト、それぞれピンク色のリスの衣装で南明奈、水色のリスの衣装でチェルシー舞花、図書館の主である魔女「オジバジオ」役にピーター、宇宙人のキャラクター・オレンジ等が出演。各コーナーに入る際は、タッチパネル風のモニターの前で「beポンタップでゴー！」の掛け声を使用した。
11月には番組企画でガチャピンとダンテがヒマラヤ山脈のヤラピーク登頂に成功。麓からの登頂の様子は12月22日～26日、翌年1月5日～9日・12日の11回に分けて放映された。
| 担当         | 出演者 |
| ------------ | --- |
| MC           | ダンテ（ダンテ・カーヴァー）/ヒコーキさん（大塚ムネト）/アッキーナ（南明奈）/チェルシー（チェルシー舞花）/GGマイク（マイク眞木） |
| キャラクター | ガチャピン（声：雨宮玖二子）/ムック（声：松田重治）/オレンジ（声：小桜エツ子）/Pちゃん/コニーちゃん（声：クリス智子）            |
| その他       | オジバジオ（ピーター）/ゆうや（清水優哉）/宮本笑里/ラバーガール/多摩っ子バブルス                                                 |
| OP           | All You Need Is Love（The Beatles）                                                                                              |
| ED           | 主よ、人の望みの喜びよ（演奏：宮本笑里）                                                                                         |

### 2009年度
が〜まるちょば、洸平（現：松下洸平）が出演したほか、新キャラクターにクマの3人組・ロリポップス（アン、ロロ、ミイ）が登場、同時期放送の姉妹番組『We Can☆』（後『We Can☆47』）のマスコットキャラクターにもなっていた。
| 担当         | 出演者                                                                                       |
| ------------ | -------------------------------------------------------------------------------------------- |
| MC           | ダンテ/ヒコーキさん/アッキーナ/チェルシー/GGマイク                                           |
| キャラクター | ガチャピン/ムック/ロリポップス/Pちゃん/コニーちゃん                                          |
| その他       | オジバジオ/ゆうや/コウヘイ（洸平）<〜2009年8月>/ラバーガール/が〜まるちょば/多摩っ子バブルス |
| OP           | All You Need Is Love                                                                         |
| ED           | あなたに夢中（ロリポップス） 他                                                              |

### 2010年度
新メンバーに石井正則（アリtoキリギリス）、畠山拓也（ROCK'A'TRENCH）、マヤ・ハッチ、5月よりピンク色のクマの衣装でセーラ、momoko（現：唯月ふうか）が加入。
曜日ごとの日替わりMCで各コーナーを放送。
| 担当         | 担当                                                           | 出演者                                                           |
| ------------ | -------------------------------------------------------------- | ---------------------------------------------------------------- |
| MC           | 月曜                                                           | アッキーナ/チェルシー                                            |
| MC           | 火曜                                                           | ダンテ/GGマイク                                                  |
| MC           | 水曜                                                           | チェルシー/ラバーガエル（ラバーガール）/momoko<2010年5月〜>      |
| MC           | 木曜                                                           | アッキーナ<〜2010年5月>/しんぶし（石井正則）/セーラ<2010年5月〜> |
| MC           | 金曜                                                           | たくや（畠山拓也）/マヤ・ハッチ                                  |
| キャラクター | ガチャピン/ムック/ロリポップス/Pちゃん/コニーちゃん            | ガチャピン/ムック/ロリポップス/Pちゃん/コニーちゃん              |
| その他       | オジバジオ/ヒコーキさん/が〜まるちょば/ゆうや/多摩っ子バブルス | オジバジオ/ヒコーキさん/が〜まるちょば/ゆうや/多摩っ子バブルス   |
| OP           | All You Need Is Love                                           | All You Need Is Love                                             |
| ED           | よければ一緒に（KAN） 他                                       | よければ一緒に（KAN） 他                                         |

## 放送時間
| 期間       | 期間       | 放送時間（日本時間）              | 放送時間（日本時間）              |
| 期間       | 期間       | 本放送                            | 再放送                            |
| ---------- | ---------- | --------------------------------- | --------------------------------- |
| 2008.04.07 | 2008.10.03 | 月曜 - 金曜 07:30 - 08:00（30分） | 月曜 - 金曜 18:00 - 18:30（30分） |
| 2008.10.06 | 2010.07.02 | 月曜 - 金曜 07:30 - 08:00（30分） | 月曜 - 金曜 17:00 - 17:30（30分） |
| 2010.07.05 | 2011.04.22 | 月曜 - 金曜 07:30 - 08:00（30分） | （放送無し）                      |

## 主なコーナー
これまでに放送されたコーナー。一部は休止後、再放送される場合もある。
- ジャカジャカジャンケン

コーナードラマに合わせ18歳のコニーちゃんが登場。エンドクレジットの前に毎回必ず放送された。
- ガチャピン・チャレンジシリーズ
- Be COOL

GGマイクとダンテが、アウトドアに触れ様々な物を作るワークショップ。
- モノゴコロの旅

ヒコーキさんが、ものの生まれた場所をレポートする。
- 魔女のMENU

魔女のオジバジオが、絵本に登場する料理を実際に再現する。
- Bee Bus ワールドツアー

アッキーナをガイド役に、写真で世界中を旅するアニメーション。
- おしごとワールド

アッキーナがクイズ形式で様々な仕事を紹介する。
- もじあるき

チェルシーとゆうやが、街を散歩しながら決められた文字を探す。
- マネゲーム

ダンテの動きを視聴者に同じ動きをしてもらう。
- ビックリえいご

ダンテが英語のフレーズを紹介する。
- コドモの和道

日本の伝統的なものを学習する。
- いきものがたり

自然の世界を映像で紹介するコーナー。毎回ビートルズの楽曲がBGMとして使われている。ナレーション：森本レオ
- 100かい口上

ゆうやが奉行に扮し社会のルールやマナーを伝える。番組初期は「ぜったい奉行」のタイトルで公式サイトに表記された。
- アハ!ピクチャー

白黒の2色だけに加工された写真を公開し、それが何かを考える。金曜日に答えが発表される。
- らくがきムービー

おもに2008年度前半で放送。視聴者が描いた絵をアニメーションにして紹介する。
- ナマエのナカにナニがある?

おもに2008年度前半で放送。出演者などの名前の中に隠れている言葉を見つける。
- ダカダカダンテ

3つのポーズの中からダンテと同じポーズをするゲーム。同じポーズができれば「ラッキーデー」となる。
- コロコロダイス

2009年度〜2010年度に放送。魔法のサイコロを使って遊ぶゲーム。アッキーナとチェルシーが毎回レギュラー陣と勝負した。4つのサイコロを投げて、同じ数を多くそろえた方が勝ち。負けるとオジバジオの魔法にかかる。
- Beポーズ

エンディングで放送。レギュラー陣がポーズをとってストップし、映像の中に1人だけいる写真の人を当てる。
- もりのどうぶつたち

動物と医者に扮したラバーガールによるショートコント。2011年4月29日より『We Can☆47』枠内で放送。
- ラバーガエル

カエルの世界でのヘンテコな出来事を繰り広げるショートコント。2011年7月より『We Can☆47』枠内で放送。
- Beポンキッキ農園

2010年4月、千葉県印西市に開園。視聴者参加で区画を貸し出し野菜を育てる。
- ロリアン・ルーレット

アッキーナとロリポップスのアンが、様々なスポット（おもに東京各地）を訪れる。

### コーナードラマ・アニメ
- いじいじくん

悩みがちなカエルの「いじいじくん」と前向きなサルの「ウキウキくん」のショートアニメ。
声の出演：安原義人、春風亭昇太、佐藤真弓、西川郷子（上々颱風）、松尾貴史
- ニコニコ♪コニーちゃん

18歳になったコニーちゃんのショートアニメ。日本語・英語・中国語・フランス語・イタリア語で放送。
- とべ BB!

2羽のカラスが日常の様々なことについて考える人形劇。2010年4月より『We Can☆』枠内で放送。
声の出演：BB…戸田恵子、Si先生…関根勤
- すすめ!ひかり侍

引退を控えた0系新幹線を主人公にした、時代劇風のミニドラマ。ギンギラ太陽'sの舞台作品『BORN TO RUN』を再構成。

## Beポン メロディ
以下の他に、過去のシリーズに作られた楽曲が流れることもある。
2008年
- あかさたなはまやらわをん（KREVA）
- のんびり行こう（マイク眞木&ダンテ・カーヴァー）
1971年にマイク眞木がモービル石油CMソングとして発表した『気楽に行こう』をアレンジ。
2009年1月6日放送から、曲に合わせた「のんびり体操」が登場。
- わたしのガーデン（アッキーナ&チェルシー）

2009年
- あなたに夢中（ロリポップス）
- 暑中お見舞い申し上げます（ロリポップス）
- ハートのエースが出てこない（ロリポップス）
- おはよう おやすみ（洸平）

2010年
- よければ一緒に（KAN）
- あこがれ（D-51）

## ライブイベント
- スーパーキッズ王国 in 東京⇔成田SKYGATEシティ with Beポンキッキ

2009年11月7日〜8日、ビッグホップガーデンモール印西にて開催。
- 『劇団Beポンキッキ』第1回公演 ～ふしぎな7つのトランク～[5]

2010年5月1日〜5日、めぐろパーシモンホールにて開催。模様は7月3日『劇団Beポンキッキ スペシャル』にて放送。

## スタッフ
- 企画/エグゼクティブプロデューサー：小畑芳和
- 監修：岩立京子（東京学芸大学教授）、苅宿俊文（青山学院大学教授）
- Beポン子ども学会：谷川俊太郎、茂木健一郎、武田双雲、林邦史郎、仮屋崎省吾、本條秀太郎
- 構成：舘川範雄、内田英一
- ブレーン：須田康成
- 音楽：畠山拓也（ROCK'A'TRENCH）
- コレオグラファー：ラッキィ池田
- 撮影：菅原安、飯島正広
- アート制作：てっこん、加藤タカ/真賀里文子、辻恵子、くわじまゆきお、後藤真由子
- キャラクター制作：きはらようすけ、保坂純子、山村エナミ
- 技術：馬場雄二、鈴木貴裕、小森谷健太朗、佐藤浩一
- 照明：野崎政克
- 美術：武田方征、内山真理子、平山雄大、岩崎隆史、村田誠司、横山公一
- 音響効果：西山知史
- 編集：澤田成樹、北山裕子、五十嵐直
- MA：吉田肇
- 衣装：原田りえ子、タイガーリリー/豆千代、doldol dolani
- 衣装協力：ASBee,L.L.Bean、渋谷フロンティア、ナイキ、SLAM
- 技術協力：八峯テレビ、IMAGICA、FLT
- 制作協力：スタッフ Q、DNA Media、共同テレビジョン、アートファイブ、大日本生ゲノム
- 協力：フジアール、光子館、藤森照信/ハービー・山口、近藤幸子、本道佳子
- BSフジ：桃井康子、渡辺裕予
- タイムキーパー：松本曜子、岡田紗代子
- ディレクター：武富英夫、岡部美樹、池田純人、松井香与子/菅野温夫、森田倫代、後藤光弥、大林基、三島友紀子、伊藤仟夜里
- プロデューサー：山田洋久、網谷浩恵/小林正治、磯部泰子、黒川隆史
- 制作：フジテレビKIDS

## ネット局
- 2009年11月2日よりCATVのJ:COMチャンネルでも遅れネット放送されていた（終了時期不明）。
- 2010年4月5日より独立局の千葉テレビ放送（チバテレ）でも遅れネット放送。2011年5月9日より引き続き『beポンキッキーズ』を放送。

| 放送対象地域 | 放送局                          | 放送期間                    | 放送日時                        | 系列   | 備考                                                                            |
| ------------ | ------------------------------- | --------------------------- | ------------------------------- | ------ | ------------------------------------------------------------------------------- |
| 千葉県       | 千葉テレビ放送 （CTC/チバテレ） | 2010年4月5日 - 2011年5月6日 | 月曜 - 金曜 15時25分 - 15時55分 | 独立局 | ネットは2週遅れ ※テレビ傍聴席、スポーツ中継等の特別番組時は休止（一部例外あり） |